# Piotr Elert
Piotr Elert (auch Peter oder Pietro Elert, * um 1575 oder 1600 in Frauenburg, Ermland; † vor dem 11. Januar 1653 in Warschau) war ein polnischer Buchbinder, Drucker, Komponist und Musiker.

## Leben
Elert erhielt seine Ausbildung vermutlich in Königsberg. Er kam 1633 nach Warschau, wo er als Violin- und Bratschenspieler in die königliche Kapelle eintrat. Im Jahr 1638 begleitete er den polnischen Prinzen und späteren König Jan Kazimierz auf einer Reise nach Spanien. Die Gesandtschaft wurde auf Anordnung des Kardinals Richelieu in Marseille gefangen genommen. Elert wurde nach Polen geschickt und kam von dort 1640 als Gesandter zur Befreiung des Prinzen wieder nach Frankreich.
1641 erhielt Elert die Bürgerrechte der Stadt Krakau und heiratete Maria Elżbieta (geborene Piotrowczykówna, in erster Ehe verheiratet mit Aleksander Muszyński), die Tochter des dort ansässigen Buchdruckers Andrzej Piotrowczyk des Jüngeren (1581–1645). Anschließend kam er zurück nach Warschau. Er erhielt im Jahr 1643 das königliche Privileg zur Führung einer amtlichen Druckerei und im Jahr 1645 auch das Privileg als Buchbinder, da er auch als Buchhändler tätig war. Er signierte fortan seine Werke als „typographus et musicus“. Elert war als königlicher Sekretär und auch weiterhin als Violin- oder Violaspieler in der Königlichen Kapelle tätig.

## La Fama reale
Die angeblich von ihm komponierte Oper, La fama reale (vollständiger Titel: La fama reale, ovvero II principe trionfante Ladislao IV, monarcha della Polonia, re di Suczia), die 1633 zu Ehren der Krönung von König Władysław IV. Wasa in Warschau aufgeführt und 1647 von ihm gedruckt worden sein soll, hat scheinbar nie existiert. Bereits im Jahr 1970 stellte sich heraus, dass das Ganze ein Missverständnis gewesen sei. Elert habe tatsächlich in diesem Jahr die Rede eines gewissen Paolo Piazza gedruckt, die an den König gerichtet war und die den Titel La fama reale trug. Diese hatte jedoch nichts mit Musik zu tun. Im Anhang der von ihm gedruckten Schrift Judicium cribri musici (Venedig, 1643) von Marco Scacchi ist eine Sammlung von Kanons erhalten von denen ihm als einziges der Xenia apollinea zugerechnet wird. Er wird aber auch in der Literatur der 2015er Jahre noch als Autor einer „ersten polnischen Oper“ genannt. Es wurde manchmal behauptet, dass er von Scacchi wiedergegebene Kanon ein Teil dieser verschollenen Oper gewesen sei.

## Die Elertsche Druckerei
Elert kam 1641 durch seine Heirat mit dem Buchdruck in Berührung und beschloss bald nach der Eheschließung selbst als Drucker tätig zu werden. Das erste Privilegium wurde ihm am 12. Januar 1643 von Wladislaus IV. gewährt. Es erlaubte ihm eine Druckerei zu eröffnen und eine Buchhandlung zu betreiben. Er erhielt das Recht die Landtagsgesetze zu drucken. In dem Erlass wird er als „Königlicher Buchdrucker und Buchhändler“ bezeichnet. Nach seinem Tod übernahmen seine Witwe und deren Kinder die Druckerei. Johann Kasimir erteilte ihr und ihrem Geschlecht am 11. Januar 1653 das Privileg zur Weiterführung seiner Geschäfte. 1655 wurde ihnen das Privileg erneut erteilt, 1664 und 1668 bestätigt. Da Elerts Familie stets das Wohlwollens des Königs genossen hatte, wurde ihr Haus ab 1668 von jeglichen Einquartierungen des Militärs oder der Landtagsabgeordneten befreit. Ab 1676 an wurde die Druckerei, die für lange Zeit die einzige in Warschau war, von Elerts Erben geführt. Sie hatten jedoch bereits 1675 einen Anteil an die Piaristen verkauft, die diese schließlich 1696 komplett übernommen haben.